# 기상 관측
기상 관측(氣象觀測)은 대기 중의 기온, 기압 등의 기상 요소를 측정하고 강수, 구름 등 기상 현상을 관측하는 것을 말한다. 기상 관측이라고 하면 일반적으로 지구 내에서의 관측을 뜻한다. 대기는 그 넓이나 높이가 방대하기 때문에 여러 장소에서의 관측이 필요하다. 이에, 높이에 따라 지면·고층·초고층 기상 관측으로, 장소에 따라 지상·해상·산악 기상 관측 등으로 나뉜다. 또한 특수한 목적을 위한 관측으로서 농업·항공·수문 기상 관측 등이 있다.

## 역사
날씨나 재해 등에 관한 관측은 기원전부터 이루어졌다. 기원전 6세기에 그리스에서 풍향의 관측이 이루어졌다고 하며, 기원전 4세기에는 인도에서 우량의 관측이 이루어졌다고 전해진다. 관측 기구를 사용한 정량적 관측은 1442년 조선에서 세종이 측우기와 수표를 만들어 관측하면서 시작되었다. 1873년에는 제1회 국제기상회의에서 기상 관측의 통일된 규격이 논의되어 그 이후부터 실시되었고, 제2차 세계대전 이후부터 기상 관측이 좀 더 조직화되었다.

## 항공 기상 관측
항공 기상 관측(航空氣象觀測)은 공항 등의 장소에서 항공기의 안전을 위하여 관련된 기상 요소들을 관측하는 것을 말한다. 항공 기상 관측에서는 주로 다음과 같은 기상 요소들을 관측을 한다.
- 하늘상태 : 하늘이 구름이나 안개로 인해 어느 정도 덮여 있는가를 나타냄
- 실링 : 운량이 6 이상인 구름의 높이
- 우시정(優視程) : 사방을 보았을 때 적어도 반의 구역을 볼 수 있는 시정
- 고도계 수정치 : 항공기의 고도계는 표준 대기를 기준으로 한 기압계이므로 실제의 대기와의 차가 생기게 될 때 이것을 수정하는 것

## 수문 기상 관측
수문 기상 관측(水文氣象觀測)은 대기중의 물의 수지(收支), 즉 비나 눈이 내리는 양 및 지표면으로부터의 증발산량(蒸發散量)을 관측한다. 댐의 집수역(集水域)에 쌓인 적설량을 측정하여 눈 녹은 물을 효율적으로 발전에 이용하도록 하며, 집중호우로 인한 홍수를 미리 알아서 대비하고 하천 제방의 높이를 결정하는 등 실용상 중요한 관측이다. 댐의 집수역은 주로 지형이 복잡한 산악지방에 있으므로 우량(雨量) 관측은 3개월간 할 수 있는 자동우량계와 우량 로봇을 이용한다. 빗물이 우량 로봇(직경 14cm의 집수부)에 들어가면 로봇 집 속에 있는 전도형(顚倒型) 우량승을 동작시키고 모스의 숫자 부호 발생 원통을 회전시켜 1시간마다 자동 스위치가 들어가는 초단파 송신기에 의해 우량을 발신한다. 눈의 경우 적설의 총량을 알기 위해서는 여러 지점의 적설의 깊이와 밀도를 관측한다. 이것을 설량조사(雪量調査)라 한다. 보통은 채설기(採雪器)를 이용하여 설량을 측정한다. 채설기는 직경이 30cm~50cm인 관이며 앞끝에 강철의 연모가 붙어 있다. 이것을 적설 속에 수직으로 넣고 끝이 지면에 달하기까지 돌리면서 내린다. 그리고 다시 뽑아서 관속에 든 눈의 무게를 측정하여 적설의 밀도를 산출한다.

## 기상관측기
기상관측기(氣象觀測器)는 기상 관측을 위한 기구이다. 무선공학 등의 발달에 따라 새로운 관측장치가 만들어져 직접 인간이 관측할 수 없는 구름이나 상공의 대기상태를 관측할 수 있게 되었다. 그 중 중요한 것은 기상 레이더, 레이윈존데, 기상 위성 등이다.

## 같이 보기
- 기상관측소